# Schuhhaus Walder
Die Schuhhaus Walder AG mit Sitz in Wangen-Brüttisellen ist eine Schweizer Detailhandelskette für Schuhe und Accessoires. Sie betreibt rund 27 Fachgeschäfte, neben den unabhängigen Kanälen Walder Schuhe und Walder Junior auch Franchisepartnerschaften mit den Weltkonzernen Ecco und Gabor. Die Filialen sind in der ganzen Schweiz verteilt, schwerpunktmässig aber im Grossraum Zürich vertreten. Das Angebot umfasst Schuhe für Damen, Herren und Kinder verschiedener Fremd- und der Eigenmarke «Walder Schuhe» sowie Accessoires. Walder Junior ist Marktführer bei qualitativ hochwertigen Kinderschuhen. Das in der sechsten Generation geführte Familienunternehmen beschäftigt rund 230 Mitarbeiter, davon über 50 Lernende. Zur Unternehmensgruppe gehört auch die 1973 aus der ehemaligen Schuhfabrik hervorgegangene Immobiliengesellschaft Walim AG.

## Geschichte

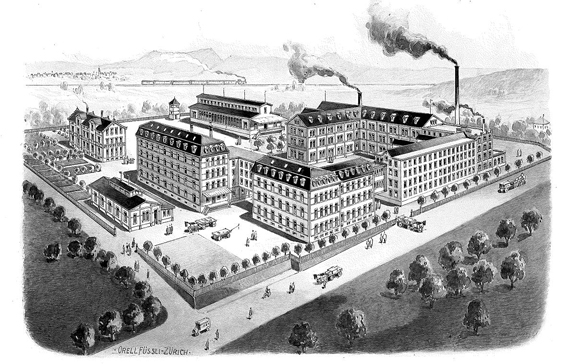
Schuhfabrik Walder Anfang des 20. Jahrhunderts

Werbeplakat für «Brüttiseller Schuhwaaren», um 1910

Das Unternehmen wurde 1874 durch Caspar Appenzeller, ein Seidenindustrieller und 1889 als Mitgründer des Erholungshauses Fluntern ein Menschenfreund, im ehemaligen Landgasthof Rössli im zürcherischen Brüttisellen als Schuhfabrik für heimatlose Knaben (genannt Knabenanstalt «zur Heimat») gegründet.
Zwei Jahre später, 1876, gab Heinrich Walder-Appenzeller, Schwiegersohn von Caspar Appenzeller, das Pfarramt in Kloten auf und übernahm die Leitung der Schuhfabrik in Brüttisellen. So kam der Name «Walder» in die Familie. Unter seiner Ägide wurde 1882 die Schuhfabrik von der Knabenanstalt getrennt und das heute noch existierende Landheim Brüttisellen gegründet. Als Caspar Appenzeller 1901 im Alter von 81 Jahren starb, führte Heinrich Walder-Appenzeller alle seine Werke weiter und führte später seine Kinder Marta, Max und Hans in das Familienunternehmen ein.
Die Anstalt-Schuhfabrik Brüttisellen beschäftigte immer mehr auch Einwohner des Dorfes Brüttisellen und der umliegenden Gemeinden und wurde zum wichtigsten Arbeitgeber der Umgebung. Die Mitarbeitenden wohnten im firmeneigenen Walder-Dörfli und im Weiteren von der Firma gekauften oder gebauten Liegenschaften. Während der Hochkonjunktur um die Jahrhundertwende beschäftigte die Schuhfabrik über 800 Personen und produzierte täglich rund 2‘000 Paar Schuhe.
Die Nachkriegsjahre waren aufgrund der billigen Massenimporten aus europäischen Nachbarländer und der Grossen Depression herausfordernd. Zur Sicherstellung der ganzjährigen Fabrikation eröffnete die Schuhfabrik Walder 1929 ihre ersten eigenen Detailhandelsgeschäfte.
Die vierte Generation mit Max, Heinrich und Hans Walder führte das Familienunternehmen durch die Zeit des Zweiten Weltkrieges. Die Überkapazitäten nach Kriegsende führte zur Spezialisierung auf Damenschuhe. Tagesproduktionen von über 3‘000 Paar machen Walder nach Bally zum zweitwichtigsten Damenschuhfabrikanten in der Schweiz. Aufgrund des Importdrucks und den hohen Produktionskosten, verglichen mit dem benachbarten Ausland, musste die Schuhfabrik im Oktober 1971 geschlossen werden.
1972 wurden unter dem Dach der neu gegründeten Walder Holding AG, die Walim AG, welche für die Immobilienverwaltung der durch die Schliessung freigewordenen Gebäude zuständig ist, und die Schuhhaus Walder AG, durch welche mit der Eröffnung neuer Filialen die eigene Detailhandelskette Walder ins Leben gerufen wurde, organisiert.
Unter der Führung der fünften Generation erfolgte eine Transformation vom Hersteller zum Detailhändler. Die Spezialisierung auf Kinderschuhe trug massgeblich zur Steigerung der Bekanntheit von Walder bei. 1995 wurde das erste eigene Kinderschuhfachgeschäft Walder Junior im Glattzentrum in Wallisellen eröffnet. Im Jahr 2014 übernahm die sechste Familiengeneration die Leitung.